# The Suicide Club
The Suicide Club é um filme mudo norte-americano de 1909 em curta-metragem, do gênero drama, dirigido por D. W. Griffith.
É a primeira adaptação cinematográfica baseado no conto de Robert Louis Stevenson, publicado pela primeira vez em 1878, na London Magazine. A Biograph Company tinha comprado os direitos do filme. Griffith dirigiu o curta-metragem, no entanto, tem pouco em comum com a história original de Stevenson.